# Središte kiralnosti
Središte kiralnosti je atom u konfiguracijskom stereoizomeru na koji su vezana četiri liganda (atoma ili skupine atoma).